# Andrzej Szczypiorski
Andrzej Szczypiorski (Varsó, 1928. február 3. – Varsó, 2000. május 16.) lengyel író és politikus. Tagja volt a lengyel törvényhozásnak, és a Szolidaritás aktivistája, akit az 1981-es katonai elnyomás idején internáltak. Az 1950-es években a titkosrendőrség ügynöke volt.

## Élete

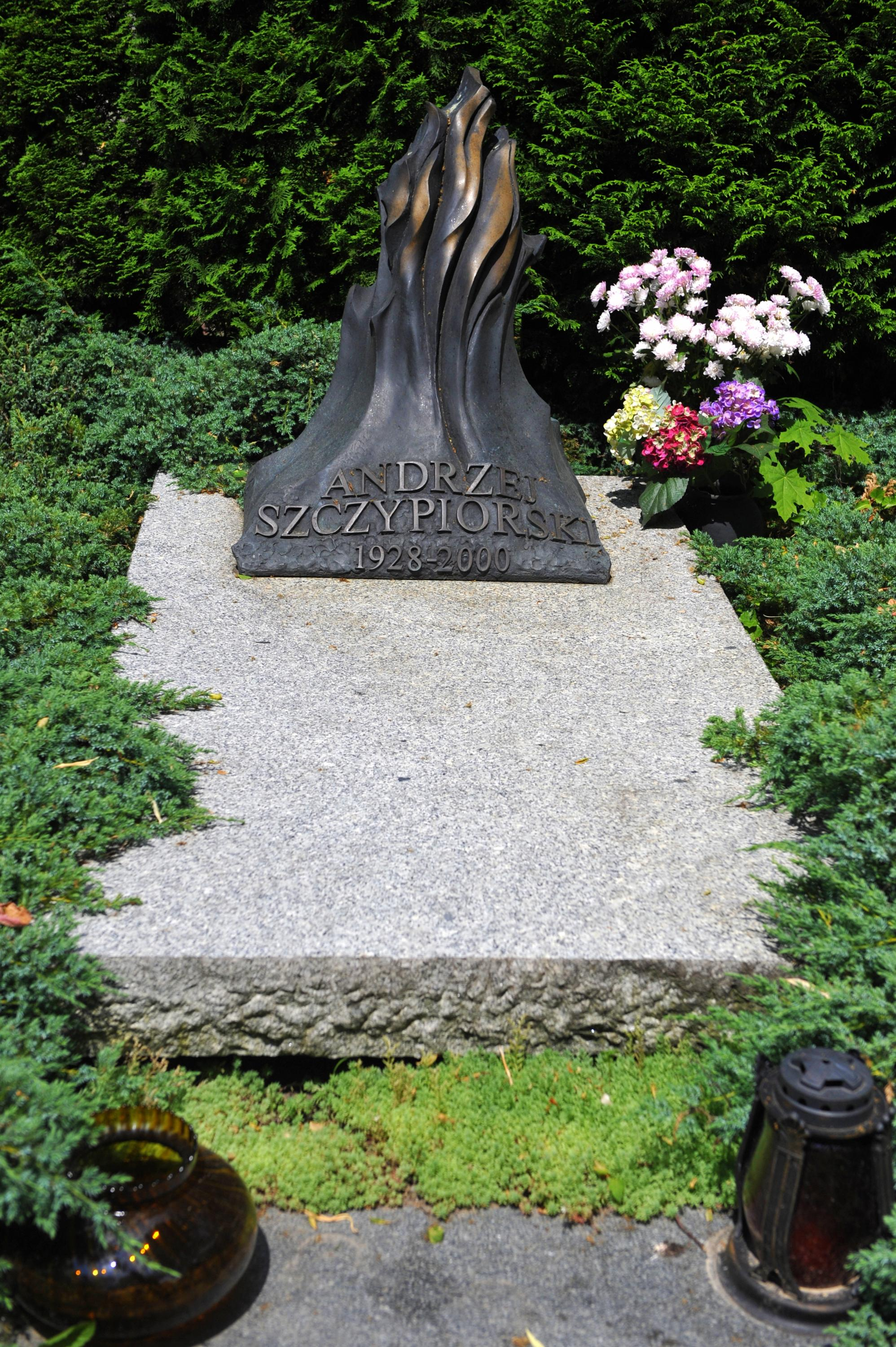
Andrzej Szczypiorski sírja a varsói református temetőben

Adam Szczypiorski politikai aktivista, történész és matematikus és Jadwiga, született Epsztajn fia volt. Szczypiorskinak volt egy nővére, Wiesława (1924-1945). Gyermekkorát Varsóban töltötte.
A második világháború alatt Szczypiorski egy földalatti egyetemen tanult, amelyet „repülő egyetemnek” neveztek, mivel a biztonság érdekében rendszeresen változtatták a helyszínt. A Lengyel Néphadsereg partizánja volt, és részt vett a varsói felkelésben. A felkelés után letartóztatták és a Sachsenhauseni koncentrációs táborba ítélték, ahol 1945-ig élt.
1946-1947-ben a varsói konzuli diplomáciai akadémián politológiát tanult. 1948-1956-ban Szczypiorski szerkesztőként dolgozott a katowicei Sziléziai Színházban. Ebben az időszakban, 1952-ben „Maurice S. Andrews” álnéven a „Życie Literackie” című folyóiratban debütált irodalmi munkásságával, és felvették a Lengyel Írószövetség tagjai közé. 1988-ban elnyerte az Európai Irodalomért járó osztrák állami díjat.
1956-1958-ban a dániai lengyel nagykövetségen teljesített szolgálatot, majd visszatért a rádió- és a kiadványszerkesztői munkához. Később a lengyel törvényhozás tagja volt. Az UNICEF jószolgálati nagykövete is volt. Halála előtt Szczypiorski áttért a kálvinizmusra, és a varsói református temetőben nyugszik.
Halála után vált ismertté, hogy Szczypiorski a lengyel kommunista titkosrendőrség munkatársa volt a lengyelországi sztálinizmus éveiben.

## Publikációk
Forrás:
- 1961: Czas przeszły (Az elmúlt idő), Iskry, Warsaw
- 1966: Podróż do krańca doliny (Utazás a völgy végére), Iskry, Warsaw
- 1967: Karol Świerczewski – Walter. W 20 rocznicę śmierci, ZG ZBoWiD, Krajowa Komisja Dąbrowszczaków: „Sport i Turystyka”, Warsaw
- 1968: Niedziela, godzina 21.10: wybór felietonów radiowych, 1964–1967, Czytelnik, Warsaw
- 1971: Msza za miasto Arras, Czytelnik, Warsaw
- 1980: Trzej ludzie w bardzo długiej podróży (Három ember egy nagyon hosszú utazáson), Czytelnik, Warsaw
- 1983: Z notatnika stanu wojennego, Polonia, London
- 1986: Początek (Eredet), Instytut Literacki, Paris
- 1990: Amerykańska whiskey i inne opowiadania (Amerikai whisky és más történetek), Kantor Wydawniczy SAWW, Poznań
- 1991: Noc, dzień i noc (Éjjel, nappal és éjszaka), Kantor Wydawniczy SAWW, Poznań
- 1994: Autoportret z kobietą (Önarckép nővel), Kantor Wydawniczy SAWW, Poznań
- 1999: Gra z ogniem (Tűzzel játszani), Sens, Poznań

### Magyarul megjelent
- A szép Seidenmanné (Początek) – Magvető, Budapest, 1991 · ISBN 9631418081 · Fordította: Pálfalvi Lajos

## Díjak és kitüntetések
- 1972: Lengyel PEN Club díj[9]
- 1988: Osztrák Állami Díj az európai irodalomért[6]
- 1989: Nelly Sachs-díj[10]
- 1994: Herder-díj[6]
- 1995: Pour le Mérite for Sciences and Arts[11]
- 1995: Német Szövetségi Köztársaság Érdemrendje(wd)[12]
- 1997: Lengyelország Újjászületése érdemrend by the President of the Republic for his services to Poland[6]

## Fordítás
- Ez a szócikk részben vagy egészben  az   Andrzej Szczypiorski című angol Wikipédia-szócikk fordításán alapul.  Az eredeti cikk szerkesztőit annak laptörténete sorolja fel. Ez a jelzés csupán a megfogalmazás eredetét és a szerzői jogokat jelzi, nem szolgál a cikkben szereplő információk forrásmegjelöléseként.